# Vila Dory Němcové
Vila Theodory Němcové je dvoupatrová vila. Nachází se v Jičíně v ulici Maršála Koněva čp. 150. Předběžný nákres domu provedl stavitel František Mošna, ten vycházel ze zjednodušeného návrhu Dušana Jurkoviče. Taktéž v roce 1910 stavbu realizoval. Tesařské práce prováděla firma stavitele Václava Fejfara, dědečka Václava Čtvrtka a velmi dobrého přítele Theodory Němcové.

## Architektura a popis vily

### Architektura
Dům Theodory Němcové vychází ze zcela osobitého Jurkovičova stylu, který se inspiroval motivy evropské secese, lidové architektury a forem tradiční anglické architektury, známé pod vlivem Arts and Crafts. Fasády, které měly nejdříve cihlově červenou barvu, jsou nad masivním kamenným soklem završeny barokní mansardovou střechou s vysokým krovem. Vila má dvě hlavní strany. První je směrem k východu. Můžeme tam vidět střechu zakončenou valbou a čelní stranu s vchody. Přízemní arkýř je hladký, vyjma římsy s lizénou předcházející v ornament inspirovaný barokní volutou. Druhá strana je bohatě tesařsky ozdobena ve stylu neoklasicitní lidové architektury v kombinaci s opakující se voluntou. Dvě okénka jsou umístěna do výstupků ve tvaru opěráků, kterými architekt rozdělil přízemní část průčelí.

### Popis
Dům je přízemní, částečně podsklepený, s obydleným podkrovím. Obývací pokoj čtvercových rozměrů zaujímá největší část přízemí a je v jihovýchodním nároží o zimní zahradu v polygonálním arkýři, který byl dříve od místnosti oddělen prosklenou příčkou. Nástup na schodiště do podkroví pokoji předal charakter haly. Strop byl dřevěný se záklopem. Prostor pod schodištěm byl použit pro umístění obsáhlé knihovny. Ložnice s pokojem, koupelnou a dvěma předsíněmi byly umístěny v podkroví (patře).

## Historie
Jednou z hlavních zálib Theodory Němcové byla práce na zahradě, proto se stavba domu stala její celoživotním snem. V roce 1894 koupila od Alfreda Beneše pohledávku na pozemek (1,70 ha) na okraji Jičína při tehdejší Sobotecké ulici za tržní cenu 2 200 zl tj. 4 400 K (rakousko–uherských korun). Tato část Jičína se nachází severně od Starého města a nazývá se Holínské předměstí. Dříve ji tvořila nesouvislá nízká zástavba, která se od poloviny 19. století začala nahrazovat novou výstavbou řadových měšťanských domů a vil, především podíl silnice a ulic Jarošovské a Jiráskovy. Před první světovou válkou přibylo v Jičíně více než sto nových domů a po pozemcích obrovsky stoupla poptávka. V roce 1908 Theodora Němcová velice výhodně prodala šest částí své role jako stavební parcely a získala tím finance na splátku pozemku a stavbu své vily.

## Vila po smrti majitelky
Theodora Němcová zemřela 6. února 1920 v Praze. Od té doby vila poměrně hodně střídala své majitele, nakonec ji v roce 1935 koupil Miloslav Dušek, profesor obchodní školy, který ve stejném roce zahájil rekonstrukci domu. Rekonstrukce se měla týkat interiéru a nově zřízeného schodiště, vstup byl z jihu přesunut na sever. V jižním průčelí do střechy předsíně umístěn balkon. Ve střeše přibyl obrovský komín z režných cihel, kterého bohatě tvarovaná verze byla údajně zvolena vzhledem k jeho rozměrům a členění stavby, ke které byl přistavován. Stavební byly dokončeny kolaudací 19. března 1938. Vila Theodory Němcové byla přidána na seznam kulturních památek 25. srpna 1964. Dodnes ji vlastní potomci Miloslava Duška.